# Rawa Sekip
Rawa Sekip is een bestuurslaag in het regentschap Indragiri Hulu van de provincie Riau, Indonesië. Rawa Sekip telt 699 inwoners (volkstelling 2010).